# Вязьма (притока Дніпра)
Вя́зьма (рос. Вязьма) — річка у Смоленській області Росії, ліва притока Дніпра.
Її довжина — 147 км, площа басейну — 1350 км². Витік річки розташований за 20 км на північ від міста Вязьма. Висота витоку — 255, висота гирла — 186, висота падіння — 69 м. Праві притоки — Четверговка, Мутенка, Бебря, Каменка, Сарогощ, Боровка, Бистрень, Лужня, Городенка. Ліві притоки — Болдань, Улиця, Мощенка, Рехта, Новоселка, Китайка, Фефаловка.
У давні часи річка Вязьма становила частину шляху, який системою волоків був зв'язаний з басейнами річок Волга, Ока й Дніпро. На річці Вязьма розташоване однойменне місто.